# Sagrantino
Sagrantino ist eine autochthone italienische Rotweinsorte.
Sie stammt aus Umbrien und liefert schwere, kräftige Rotweine mit reichlich Tannin und Extrakt. Das wichtigste Anbaugebiet des Sagrantino erstreckt sich von Collemancio (Ortsteil von Cannara) im Norden über Assisi, Montefalco bis Spoleto im Süden. In den 1990er Jahren wurden fast 157 Hektar bestockter Rebfläche erhoben. Empfohlen ist ihr Anbau in der Provinz Perugia.
Die wichtigsten Weine sind der einfache, kräftige Montefalco DOC-Rotwein und der komplexe, ausgezeichnet lagerfähige, manchmal in der Jugend stark tanninhaltige DOCG-Wein Montefalco Sagrantino, der in den Weintypen „Secco“ und „Passito“ angeboten wird. Der Montefalco Sagrantino Passito, der mit einer dezenten Restsüße und Alkoholgradationen von mindestens 18 Volumenprozent etwas an gereifte Portweine erinnert. Dazu werden die Trauben auf Holzgestellen rosinenartig eingetrocknet.
Beste Qualitäten können bis zu 25 Jahren gereift und gelagert werden.
Führende Erzeuger sind Arnaldo Caprai in Montefalco, Còlpetrone in Gualdo Cattaneo und die Fattoria Colle Allodole in Bevagna.
Siehe auch den Artikel Weinbau in Italien sowie die Liste von Rebsorten.